# Abendpost/Nachtausgabe
Die Abendpost/Nachtausgabe war eine Boulevardzeitung mit Redaktionssitz in Frankfurt am Main. Sie entstand 1966 nach der Übernahme der seit Oktober 1948 erscheinenden Abendpost durch die Frankfurter Societäts-Druckerei, die ihre seit September 1949 erscheinende Frankfurter Nachtausgabe mit der Abendpost zur Abendpost/Nachtausgabe zusammenlegte.
Am 12. Dezember 1988 wurde die Abendpost/Nachtausgabe aufgrund der gesunkenen Auflage (zuletzt unter 130.000 Exemplare) eingestellt.